# 南北共同聯絡事務所
南北共同聯絡事務所事務處（韩语：／、朝鲜语：／），中文亦稱北南共同联络办事处、兩韓聯絡辦公室、韓朝聯辦，是大韓民國和朝鮮民主主義人民共和國根據2018年4月南北韓首腦會談簽訂的《板門店宣言》所共同開辦的常設聯絡辦事處，總部設在朝鮮的開城工業區內。建築物耗資約170億韓元，由南韓方面全額出資。2018年9月14日正式啟用，其後於2020年6月16日被朝鮮单方面炸毀。　

## 歷史

### 起因
聯絡事務所的創立源於2018年4月南北韓首腦會談時簽訂的《板門店宣言》，依約双方會在開城設立「常設聯絡辦事處」。

### 籌備
根据《板门店宣言》，共同联络事务所位于开城工业园区。2018年6月，韩方计划当年8月中旬开设南北共同联络事务所，同时派出筹备小组访问开城工业园区，为事务所办公楼修缮施工做准备，办公楼选址将在开城工业园区综合支援中心和朝韩交流合作协议事务所两处地点中选定一处。最终选址南北交流合作协议事务所（韩语：／），并决定第一层为教育中心和信息室，第二层为南方办公室，第三层为会议厅，第四层为北方办公室。然而由於朝美關係不穩，聯絡事務所的正式開張從原定的2018年8月改期至9月14日。

### 開張與往來
聯絡事務所開張後，初期韓方由統一部次官千海成擔任負責人、朝方以祖國和平統一委員會副委員長田鐘秀作為代表。負責人將主持每週舉行的例會，也是雙方磋商時的交涉代表。此外，雙方會派遣15至20名官員常駐聯絡事務所，負責磋商聯絡、政府間的會談協商、為民間交流提供支援及便利兩地人員往來等。
然而，2019年3月22日朝鮮工作人員單方面撤離聯絡事務所，令聯絡事務所陷入停擺，朝鮮對撤離聯絡事務所的行動僅稱接收到上級指令，且不介意韓方工作人員繼續留守，到了3月25日朝鮮方面有部分人員回到聯絡事務所辦公，3月29日接近恢復原先辦公人員數量，直到4月朝鮮方面代理所長金光成返回了事務所。聯絡事務所的所長會議自2019年2月朝美首腦會談談判破裂後，便面臨了長期地停擺，亦即於2月22日前召開了最後一次會議，惟會議停擺並不影響雙方聯絡官的交流。
2019年6月7日，統一部次官徐虎接任韓方所長。
2020年1月30日，受2019冠状病毒病疫情影響，雙方決定關閉聯絡事務所，直到疫情結束，而韓方工作人員亦在當日返回。

### 摧毀
2020年6月5日，朝鲜劳动党统一战线部发言人发表谈话，稱因不滿青瓦台默許脫北者團體發放反朝傳單，要坚决关闭位于开城工业园区的北南共同联络事务所。6月13日，劳动党中央政治局候补委员、第一副部长金与正称：“在不久的将来，毫无用处的朝韩联办将消失得无影无踪。”同月16日下午2時50分（平壤時間），事務所被朝鮮人民軍炸毀。朝鮮勞動黨的中央新聞機構事後發表宣言道：「事務所悲惨地被炸毀」並表示「這代表着朝鮮國民的憤怒和不滿」。在此同時，韩国陆军通过目视观察确认开城工业园区内作為韩朝联络事务所的建筑物已被朝鲜方面炸毁。在其爆炸的當天剛好是第一次金大中和金正日兩韓首腦會議20週年紀念。此外，在南韓的攝像鏡頭能拍到聯絡所旁一橦南韓外交人員宿舍受到爆炸衝擊波波及而被同時摧毀。。6月17日，金與正發表指責韓方談話，明確指出韓方違反「板门店宣言」第二条第一款之规定，即「在军事分界线一带严禁扩音机广播和传单散布等一切敌对行为」。
時任大韓民國總統文在寅提升南韓的軍事準備級別，也聲明若北韓單方面將兩韓關係升温將迎來嚴重的後果。青瓦台其後發表聲明譴責這次爆炸「與人們對兩韓關係和朝鮮半島的和平發展願景背道而馳」，並指出「未來任何行動將全是北韓單方面行動的後果」。

## 資料來源
1. ↑  . NHKNEWSWEB. 2020-06-06  [2020-06-16]. （原始内容存档于2020-06-05）.
2. ↑  배신자들과 쓰레기들을 결단코 오물통에 쓸어버리자 우리 공화국의 중대조치를 전적으로 지지찬동한다 재중조선인총련합회 성명 （页面存档备份，存于） 《로동신문》 우리민족끼리.
3. ↑  《由我们民族自己》. . 2020-06-18  [2020年6月19日]. （原始内容存档于2020-07-15）.
4. ↑  . 中央社. 2020-06-17  [2020年7月4日]. （原始内容存档于2020-07-15）.
5. 1 2  . 韓聯社. 2018-09-12  [2018-09-13]. （原始内容存档于2018-09-15） （中文（简体））.
6. 1 2  . BBC. 2018-09-13  [2018-09-13]. （原始内容存档于2019-05-21） （韩语）.
7. ↑  .   [2020-06-16]. （原始内容存档于2020-11-27）.
8. 1 2  . 韓聯社. 2018-09-12  [2018-09-13]. （原始内容存档于2018-09-15） （中文（简体））.
9. ↑  姜遠珍. . 中央社. 2019-03-22  [2019-03-23]. （原始内容存档于2020-07-15） （中文（臺灣））.
10. ↑  . 韓國聯合通訊社. 2019-03-22  [2019-03-26]. （原始内容存档于2020-07-15） （中文（简体））.
11. ↑  . 韓國聯合通訊社. 2019-03-25  [2019-03-26]. （原始内容存档于2020-08-12） （中文（简体））.
12. ↑  . 韓國聯合通訊社. 2019-03-29  [2020-01-31]. （原始内容存档于2020-07-15） （中文（简体））.
13. ↑  . 韓國聯合通訊社. 2019-04-22  [2020-01-31]. （原始内容存档于2020-08-10） （中文（简体））.
14. ↑  . 韓國聯合通訊社. 2019-05-03  [2020-01-31]. （原始内容存档于2020-01-31） （中文（简体））.
15. ↑  . 韓國聯合通訊社. 2019-09-05  [2020-01-31]. （原始内容存档于2020-01-31） （中文（简体））.
16. ↑  . 韓國聯合通訊社. 2019-06-07  [2020-01-31]. （原始内容存档于2020-08-12） （中文（简体））.
17. ↑  . 韓國聯合通訊社. 2020-01-30  [2020-01-31]. （原始内容存档于2020-01-31） （中文（简体））.
18. ↑  . world.kbs.co.kr.   [2020-08-04]. （原始内容存档于2021-02-24） （中文）.
19. ↑  . world.kbs.co.kr.   [2020-08-04]. （原始内容存档于2020-04-01） （中文）.
20. ↑  . 韩联社. 2020-06-14  [2021-08-16]. （原始内容存档于2020-07-15）.
21. ↑  . 韩国中央日报. 2020-06-16  [2020-06-16]. （原始内容存档于2020-11-25）.
22. ↑  . 東亞日報. 2020年6月16日  [2020年6月16日]. （原始内容存档于2020年6月16日）.
23. ↑  . 《由我们民族自己》. 2020-06-18  [2020-06-19]. （原始内容存档于2020-06-27）.

## 外部連結
- 事務所遭炸毀片段（韓聯社） （页面存档备份，存于）